# Čelikovići
Čelikovići falu Horvátországban, Bród-Szávamente megyében. Közigazgatásilag Szibinhez tartozik.

## Fekvése
Bródtól légvonalban 13, közúton 20 km-re, községközpontjától légvonalban 5, közúton 9 km-re északra, Szlavónia középső részén, a Dilj-hegység területén, Grgurevići közvetlen szomszédságában fekszik. Az odvorci plébánia települései közül ez fekszik a legmagasabban.

## Története
Čelikovići az egykori Odvorci hajdútelepülés településrésze volt, nevét egykor legnépesebb családjáról, a Čelikovićról kapta. Területe a 15. században a Beriszlói család birtoka volt, majd 1536-ban megszállta a török. A török uralom idején tíz kis település feküdt szétszórtan ezen a területen, melyek kedvező fekvésük miatt sűrűn lakottak voltak. A vrčindoli, illetve a bučjei plébániához tartoztak. Odvorci a török kiűzése után keletkezett Boszniából, Likából és a horvát Bánságból telepített katolikus horvátok betelepülésével, de legnagyobb részük az Una menti Dvor vidékéről érkezett, ezért őket összefoglaló néven „odvorci”nak hívták. Innen kapta aztán nevét Odvorci is. Nevének másik magyarázata szerint az itteni horvát menekültek a szibiniektől elkülönülten telepedtek le és ezért „odvojci”nak nevezték őket. Az 1698-as kamarai összeírásban már „Odvorczy” néven hajdútelepülésként szerepel. A katonai közigazgatás megszervezése után a bródi határőrezredhez tartozott. Az 1761-es vizitációs jelentés szerint Čelikovići településen egy Szent Lőrinc tiszteletére szentelt fakápolna állt, melyben azonban rossz állapota miatt nem tarthattak istentiszteletet. 1779-ben megalapították az odvorci Szent Fülöp és Jakab plébániát, melyhez Čelikovići is tartozik.
Az első katonai felmérés térképén „Chelikovichi” néven található. Lipszky János 1808-ban Budán kiadott repertóriumában „Chelletovcze” néven szerepel. Nagy Lajos 1829-ben kiadott művében „Gjeletovcze vel. Chelletovcze” néven 62 házzal, 316 katolikus és 13 ortodox vallású lakossal találjuk. A katonai közigazgatás megszüntetése után 1871-ben Pozsega vármegyéhez csatolták.
A településnek 1857-ben 194, 1910-ben 173 lakosa volt. Pozsega vármegye Bródi járásának része volt. Az első világháború után 1918-ban az új szerb-horvát-szlovén állam, majd később (1929-ben) Jugoszlávia része lett. A második világháború után önálló település lett. 1991-től a független Horvátországhoz tartozik. 1991-ben teljes lakossága horvát nemzetiségű volt. 2011-ben a településnek 60 lakosa volt.

## Lakossága
| Lakosság változása | Lakosság változása | Lakosság változása | Lakosság változása | Lakosság változása | Lakosság változása | Lakosság változása | Lakosság változása | Lakosság változása | Lakosság változása | Lakosság változása | Lakosság változása | Lakosság változása | Lakosság változása | Lakosság változása | Lakosság változása |
| ------------------ | ------------------ | ------------------ | ------------------ | ------------------ | ------------------ | ------------------ | ------------------ | ------------------ | ------------------ | ------------------ | ------------------ | ------------------ | ------------------ | ------------------ | ------------------ |
| 1857               | 1869               | 1880               | 1890               | 1900               | 1910               | 1921               | 1931               | 1948               | 1953               | 1961               | 1971               | 1981               | 1991               | 2001               | 2011               |
| 194                | 188                | 162                | 178                | 177                | 173                | 170                | 191                | 218                | 220                | 195                | 164                | 121                | 120                | 95                 | 60                 |

(1931-ig Odvorci településrészeként, 1948-tól önálló településként.)

## Nevezetességei
Szent Barabás apostol tiszteletére szentelt római katolikus kápolnája 1910-ben épült, az odvorci plébánia filiája.

## Kultúra
Čelikovićin alapították a „Šokci za 5” nevű, gyermekekből, négy fiútestvérből és egy lánytestvérből álló tamburazenekart, mely fellépései során országos szimpátiára és hírnévre tett szert.